# Румянцева, Екатерина Михайловна
Княжна Екатерина Михайловна Голицына (в замужестве графиня Румянцева; 25 сентября 1724—22 августа 1779) — статс-дама и гофмейстерина двора, жена П. А. Румянцева-Задунайского.

## Биография
Родилась в семье генерал-фельдмаршала князя Михаила Михайловича Голицына от второго брака его с княжной Татьяной Борисовной Куракиной. Получила хорошее образование, хорошо знала французский и немецкий языки. Обладала привлекательной наружностью, была умна, и при этом владела немалым состоянием и обширными родственными связями.
В 1748 году вышла замуж за Пётра Александровича Румянцева-Задунайского, но в согласии супруги жили не более шести лет. В это время у них родилась дочь и три сына, которые стали последними представителями рода Румянцевых, причём все трое по неизвестным причинам остались холосты:
- Татьяна, умерла в младенчестве.
- Михаил (1751—1811) — генерал, сенатор, действительный тайный советник.
- Николай (1754—1826) — канцлер, меценат, основатель Румянцевского музея.
- Сергей (1755—1838) — дипломат, писатель, организатор Румянцевского музея в Петербурге.

Военная служба отдалила графа Румянцева от его семьи. В 1762 году Екатерина Михайловна поселилась с детьми в Москве. В 1764 году Румянцев был назначен Екатериной II командующим Украинской армией. Екатерина Михайловна поехала в Глухов, где в то время было местопребывание Румянцева. Но графу из-за постоянных военных действий было не до супруги.
В марте 1767 года по настоянию супруга она вернулась в Москву — с этого времени и по день своей кончины она состояла с мужем только в переписке. В своих письмах она постоянно искала сближения с ним и просила «дозволения» приехать к нему в Малороссию, но их редкие встречи вели к ещё большему разладу и раздражению. Воспитание детей лежало целиком на Екатерине Михайловне, отец о них почти не заботился.
В 1773 году в день бракосочетания великого князя Павла Петровича графиня Румянцева была пожалована в действительные статс-дамы и назначена гофмейстериной к великой княгине Наталье Алексеевне. С этого времени Екатерина Михайловна жила в Петербурге, но когда туда приезжал граф Румянцев, он останавливался не у неё, а в приготовленном для него от Двора доме. Она к нему ездила и иногда у него обедала.
В 1775 году Екатерина Михайловна ездила в Москву на торжественное празднование победителя-супруга, заключившего Кючук-Кайнарджийский мир в Русско-турецкой войне. 12 июля 1775 года ей был пожалован орден святой Екатерины малого креста. В июне 1776 года графиня Румянцева ездила со свитой на встречу будущей великой княгини Марии Федоровны, через Ригу в Мемель.
Вскоре после свадьбы великого князя Екатерина Михайловна вернулась в Москву, где 22 августа 1779 года скончалась. Была похоронена в старом соборе Донского монастыря (могила не сохранилась, но её место известно по архивным данным). Румянцев-Задунайский, находясь в Киеве на службе, выехал на её похороны, но попасть на них не успел.